# Прегль, Фриц
Фридрих Раймунд Михаэль (Фриц) Прегль (нем. Friedrich Raimund Michael (Fritz) Pregl, 3 сентября 1869, Лайбах — 13 декабря 1930, Грац) — австрийский химик и врач, лауреат Нобелевской премии по химии в 1923 году «за изобретение метода микроанализа органических веществ».

## Биография
Фриц Прегль родился в Лайбахе (ныне Любляна, Словения) в 1869 году в семье служащего казначейства. По окончании местной гимназии поступил в 1887 году на медицинский факультет Грацского университета. К 1894 году, когда Прегль окончил университет с докторской степенью, он уже был ассистентом профессора физиологии и гистологии Александра Роллетта, с 1899 года приват-доцентом, а после смерти Роллетта в 1903 году занял его кафедру. В Грацском университете Прегль также получил глубокие знания в области химии под руководством Зденко Скраупа.
В 1904 году Прегль на год отправился в Германию, где учился у химиков Густава фон Хюфнера (в Тюбингене), Вильгельма Оствальда (в Лейпциге) и Эмиля Фишера и Эмиля Абдергальдена (в Берлине). Вернувшись в Грац в 1905 году, он работал в Медико-химическом институте под началом К. Б. Хоффмана, а в 1907 году был назначен судебным химиком Грацского округа.
С 1910 по 1913 год Прегль проживал в Инсбруке, где был профессором медицинской химии местного университета. Вернувшись в Грацский университет, он был в 1916 году назначен деканом медицинского факультета, а в 1920 году — проректором. Он проработал в Граце до самой своей смерти, скончавшись неженатым после короткой болезни в декабре 1930 года. Незадолго до смерти он завещал значительную сумму денег Венской академии наук на развитие микрохимии; эти деньги легли в основу фонда, из которого ежегодно выплачиваются премии лучшим австрийским микрохимикам. Эта премия по настоящее время носит имя Фрица Прегля.

## Научная работа
В годы работы ассистентом кафедры физиологии в Граце Франц Прегль заинтересовался такими вопросами химии, как свойства жёлчной кислоты и высокая концентрация углерод-азотистых соединений в моче. Позже, работая с Оствальдом и Фишером, он осознал важность для химии точных экспериментальных данных и необходимость развития методов микроанализа. В качестве судебного химика, работая с альбуминами, он уже испытал несовершенство доступных методов анализа, а в годы работы в Инсбруке столкнулся с тем, что в процессе обработки желчи у него оставалось неизвестное вещество, которое не удавалось опознать доступными методами. После этого он принял решение о создании нового метода анализа.
В результате работы Прегля по совершенствованию разработанных В. Г. Кульманом весов ему удалось увеличить их точность, первоначально составлявшую 0,01 мг, в десять раз. Для анализа веществ, содержащих, помимо углерода, водорода и кислорода, другие химические элементы, Прегль создал фильтр, отсеивающий все компоненты, кроме воды и углекислого газа. В дальнейшем им были разработаны методы микроанализа галогенов, карбоксильных и метильных групп, сконструирована аппаратура, определяющая молекулярную массу по температуре кипения вещества. Уже в 1912 году методы Прегля позволяли вести анализ содержания углерода, водорода, азота, серы и галогенов в исходном веществе общей массой от 5 до 13 мг, а позднее точность методов выросла настолько, что обеспечивала возможность анализа при начальной массе 3—5 мг. Время анализа было сокращено им более чем втрое — до одного часа.
Прегль не спешил с публикацией результатов своих исследований, пока не убедился в том, что его методы работают не только у него, но и в других лабораториях. Только тогда, в 1917 году, им была опубликована монография «Количественный органический микроанализ» (нем. Die Quantitative Microanalyse). При жизни автора эта книга выдержала два переиздания (в 1923 и 1930 годах) и продолжала переиздаваться после его смерти, а также вышла в английском и французском переводах. После 1923 года Медико-химический институт в Граце стал местом, куда химики со всего мира съезжались, чтобы изучать методы микроанализа под руководством самого Прегля.

## Признание заслуг

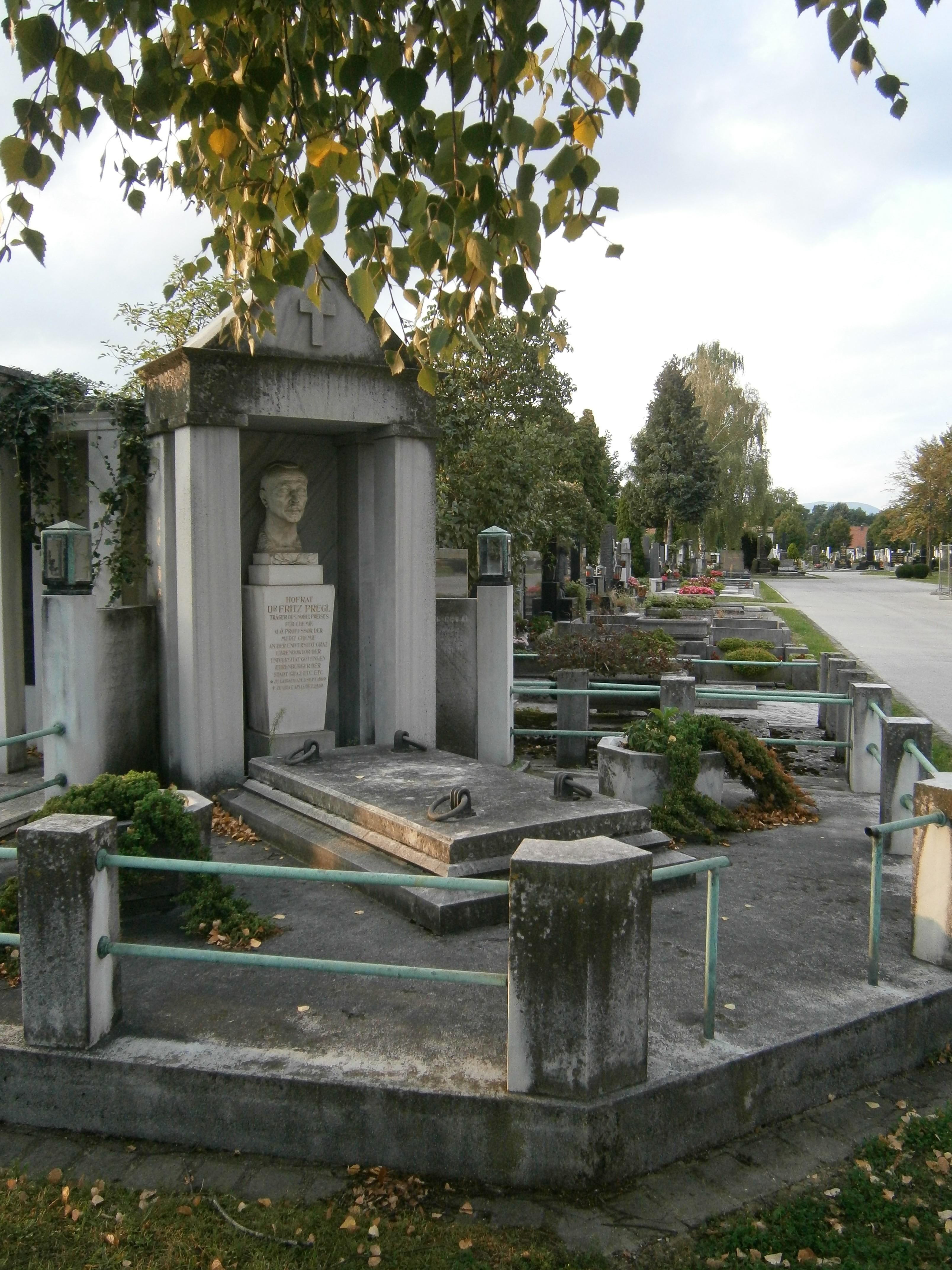
Надгробие на Центральном кладбище Граца

Достижения Прегля в области химии были в 1914 году отмечены Премией Либена Венской императорской академии наук. В 1920 году он стал почётным доктором философии Геттингенского университета, а год спустя членом-корреспондентом Венской академии наук. В 1923 году ему была присвоена Нобелевская премия по химии «за изобретение метода микроанализа органических веществ» (в первый раз Прегль был номинирован в 1917 году за работу по анализу энзимов). В 1929 году Прегль стал почётным гражданином города Граца.
Фриц Прегль изображен на австрийской почтовой марке 1973 года. Помимо премии его имени, присуждаемой Австрийской академией наук, Австрийское общество аналитической химии также учредило медаль Фрица Прегля, вручаемую с 1955 года за выдающиеся достижения в области аналитической химии и в особенности в области определения следовых органических веществ.